# Мурдашево
Мурда́шево (рос. Мурдашево, башк. Мырҙаш) — село у складі Стерлітамацького району Башкортостану, Росія. Входить до складу Аючевської сільської ради.
Населення — 185 осіб (2010; 194 в 2002).
Національний склад:
- башкири — 100%